# Paul Petras
Paul Petras (ur. 10 października 1860 w Zielonej Górze (Grünberg in Schlesien), zm. 21 stycznia 1941 w Kolonii) – niemiecki pisarz, poeta śląski i dziennikarz.
Początkowo pracował jako nauczyciel w rodzinnym mieście, następnie jako dziennikarz. Pracował w redakcjach w Grudziądzu, Bydgoszczy, Wrocławiu, Chojnicach. Od 1912 r. był redaktorem w „Hamburger Fremdenblatt”.
W swojej twórczości literackiej sporo miejsca poświęcał rodzinnym stronom. Jego poezja, pisana również niemiecką gwarą śląską, ukazywała się w ówczesnej zielonogórskiej prasie. została opublikowana w zbiorach Aus der Heimat (1910)  i Auf Grünberger Rebenhügeln. Grünberger Weinlieder (1926).  
Pochowany został na cmentarzu w Chynowie (obecnie dzielnica Zielonej Góry).